# 石橋瓦窯跡

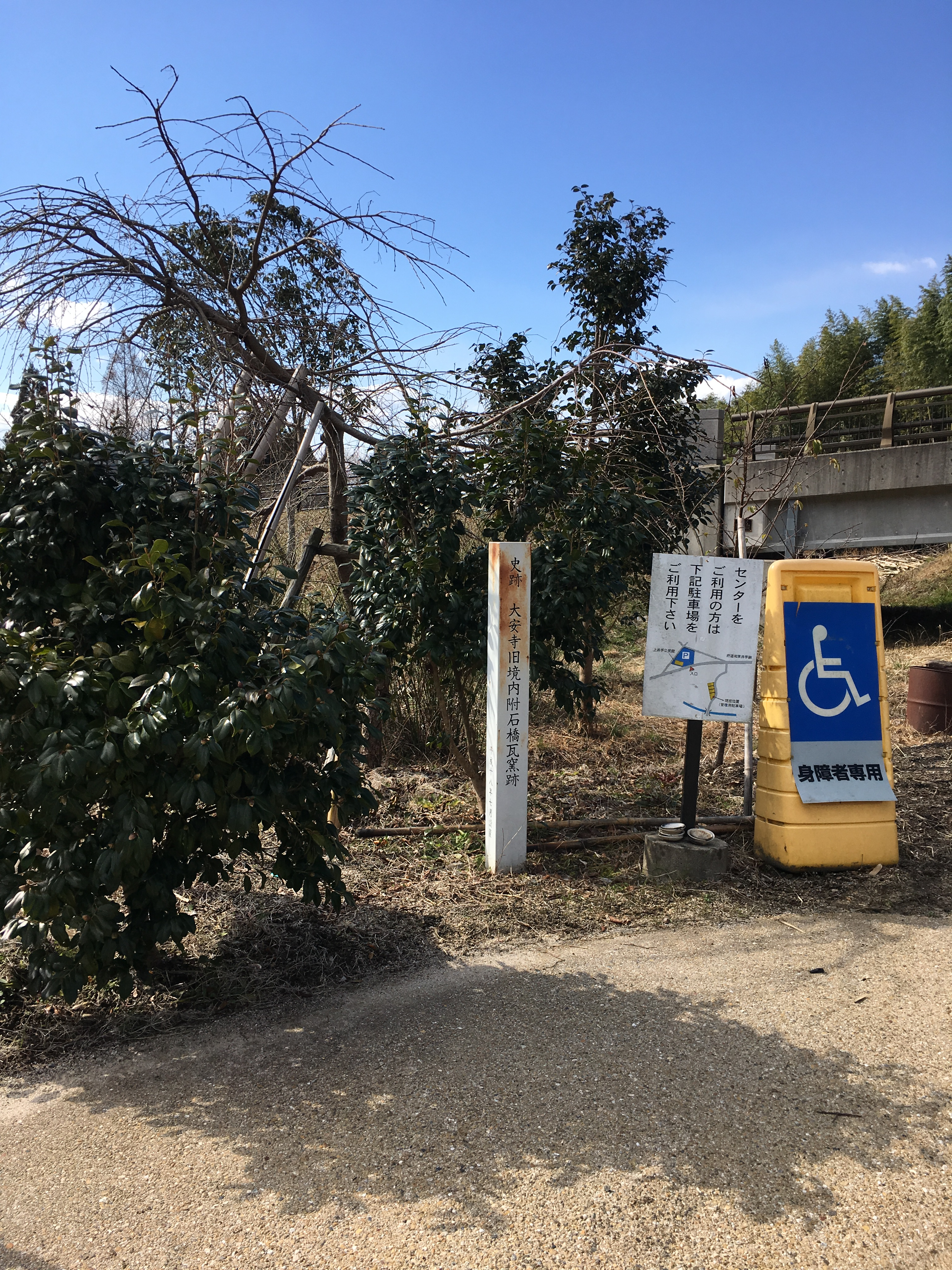
窯跡の表示。井手町まちづくりセンター椿坂の前にある。

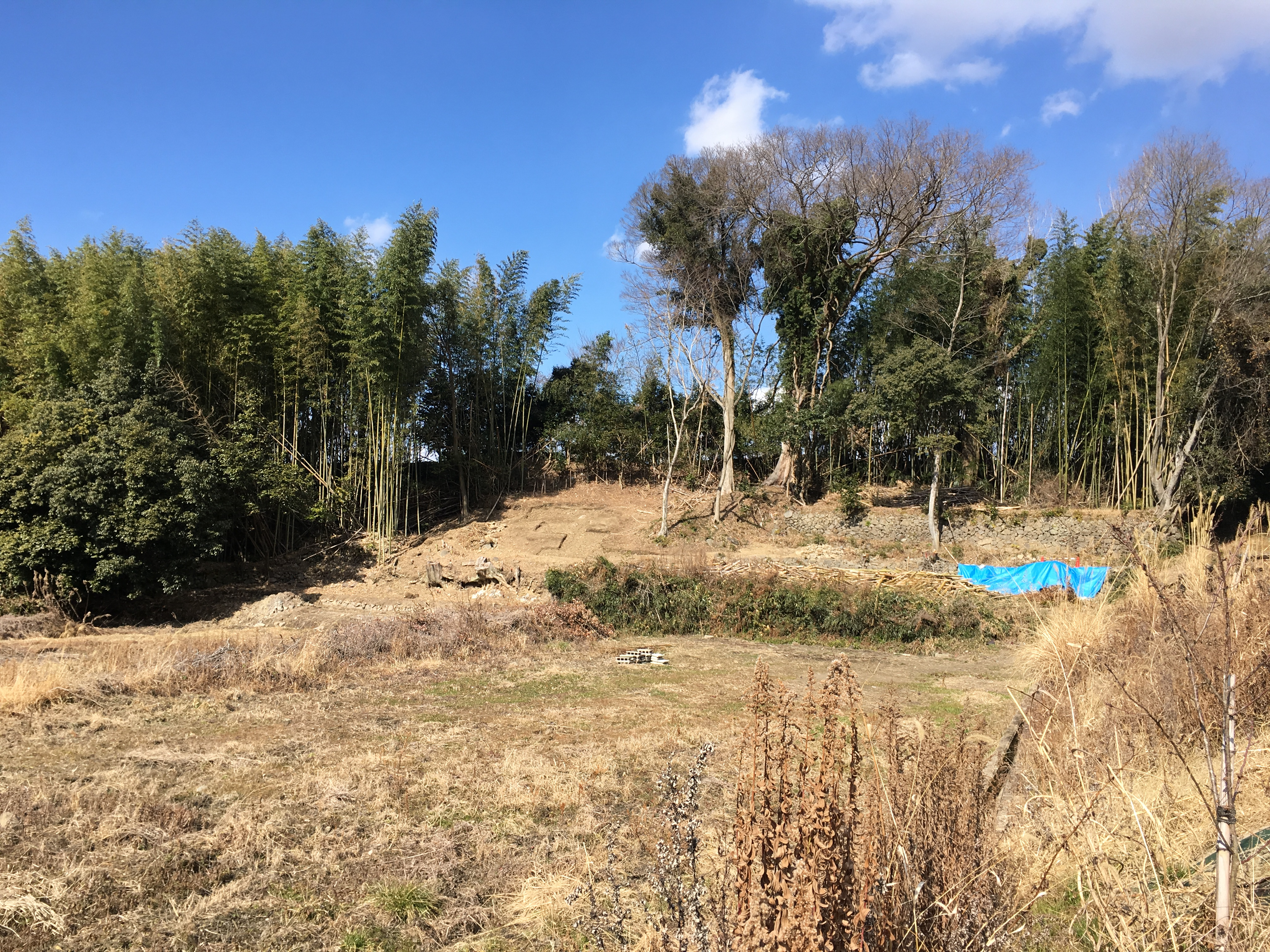
斜面に窯跡が広がる

石橋瓦窯跡（いしばしかわらがまあと）は、京都府綴喜郡井手町にある窯の遺構（窯跡）。

## 概要
奈良県奈良市中心部にある大安寺は、奈良時代から平安時代前期にかけては南都七大寺の1つであり、当時の伽藍跡は「大安寺旧境内」として1921年に国指定の史跡となっている。井手町にある窯跡は出土した瓦の粘土、文様から、大安寺創建期の瓦を生産した「棚倉瓦屋」（たなくらかわらや）と位置付けられ、2006年に「大安寺旧境内附石橋瓦窯跡」（だいあんじきゅうけいだいつけたりいしばしかわらがまあと）として国指定の史跡に追加指定されている。

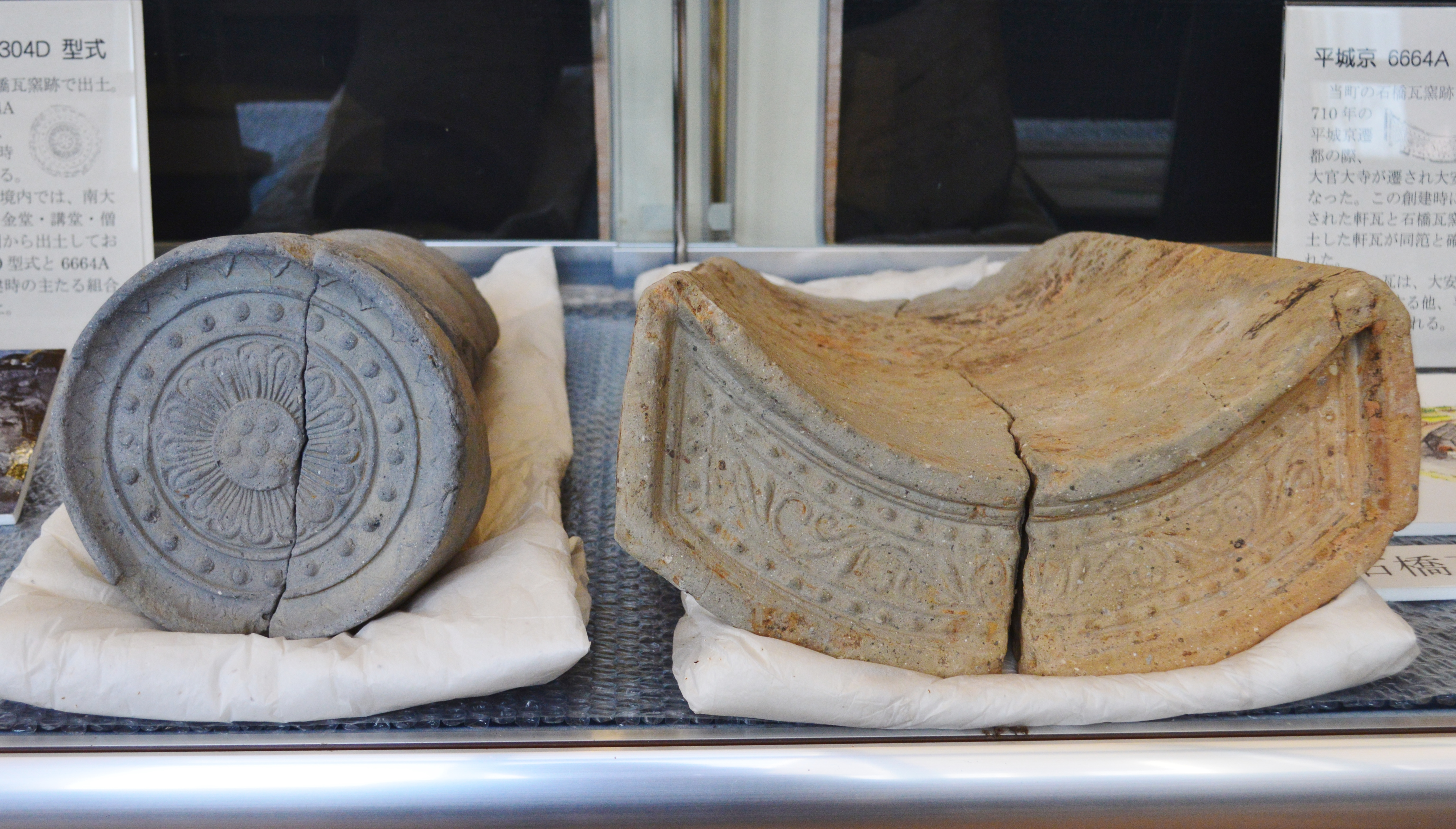
軒丸瓦・軒平瓦 井手町自然休養村管理センター展示。

## 所在地

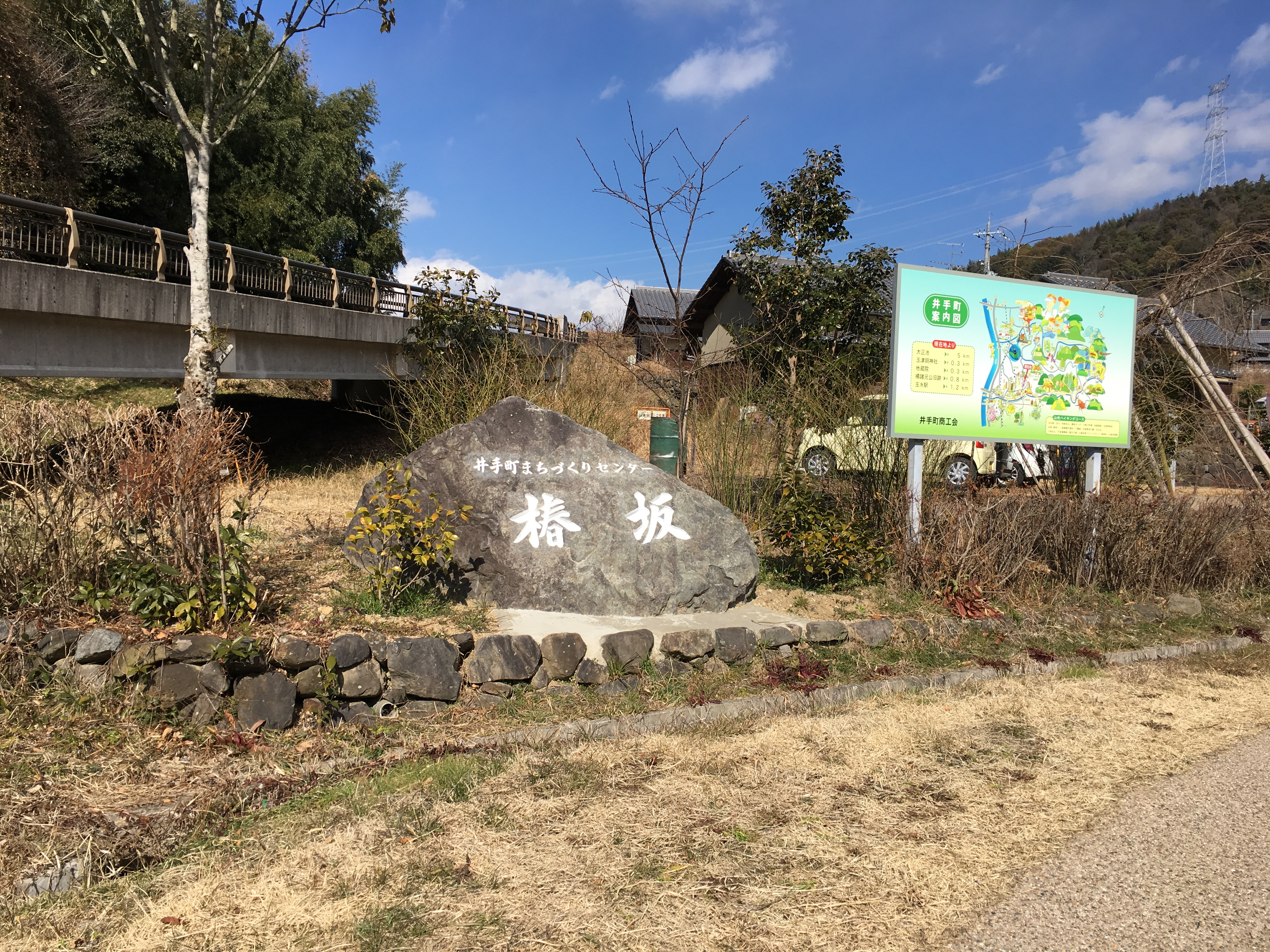
石橋瓦窯跡を保存するために陸橋の形式で走る町道

京都府綴喜郡井手町大字井手小字石橋、清水
- 井手町まちづくりセンター椿坂のそば
- 玉川右岸の河岸段丘上にある[4]。